# We con the world

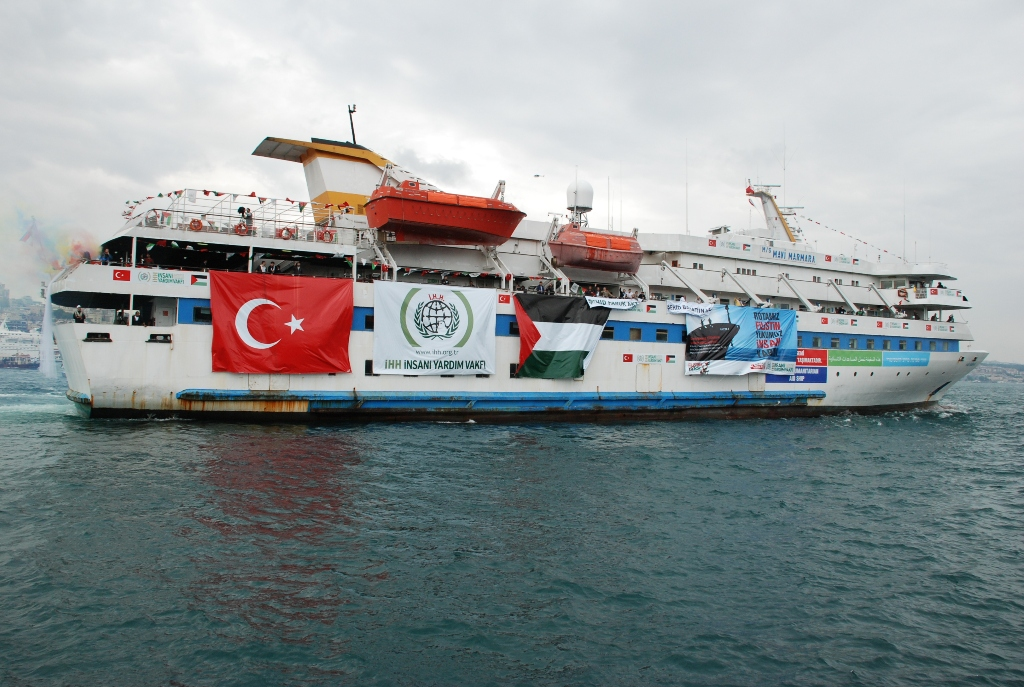
El MV Mavi Marmara fue usado en el ataque a la flotilla de Gaza.

We con the world es un videoclip musical de parodia que satiriza al movimiento activista Free Gaza Movement, quienes a bordo del MV Mavi Marmara, intentaron arribar a la franja de Gaza. En el video musical aparecen varios cantantes interpretando una versión modificada de We Are the World, con falsos acentos árabes, explican que los activistas de Free Gaza son personas pacíficas y aportan ayuda humanitaria a Gaza. El video fue producido en 2010 por Caroline Glick, columnista de The Jerusalem Post, en colaboración con Latma TV, un sitio web que crea contenido multimedia parodiando sucesos políticos y sociales.

## Origen
El director de Latma TV, Shlomo Blass, dijo a un sitio de noticias israelí que tenía que responder al ataque a la flotilla de Gaza de alguna manera, por eso llamó a la editora para producir el video. Glick describe su creación como una parodia que «retrata a miembros de Hamás y de Free Gaza, donde a modo de musical, explican como su movimiento es pacífico y brinda ayuda a las personas en la franja de Gaza», Glick agregó en su explicación que «el contenido es una contribución de Israel a la discusión de los eventos sucedidos». El video es similar al estilo del musical We Are the World, interpretado por Michael Jackson y Lionel Richie en 1985.

### Reacciones y controversia
Una semana después de su publicación, YouTube eliminó el video por violación de derechos de autor. La creadora argumentó que el contenido es legal y cumplió con los requisitos del fair use. En el diario National Post, el periodista Lawrence Solomon opinó que «las parodias no están sujetas a reclamos de derechos de autor» y subrayó que «en YouTube existen cientos de versiones y parodias de We are the world». Semanas más tarde, el video fue restaurado. Solomon agregó que «la verdadera razón de remover el video fue su viralidad y como afecta a simpatizantes de Hamás, quienes montaron una exitosa campaña para amedrentar a YouTube y remover el contenido».
El periodista Robert Mackey, de The New York Times, ve al video como «sugiriendo que los activistas a bordo del barco son en realidad provocadores violentos». Eileen Read del sitio The Huffington Post condenó el video y sugirió al Jerusalem Post «castigar a la autora por su contenido abiertamente racista». Un canal de noticias estatal de Irán dijo que el video es altamente ofensivo, pues fue publicado días después de la muerte de integrantes de la flotilla. La oficina de prensa del ministerio exterior de Israel envió el video a varios periodistas, pero horas más tarde se vio obligado a disculparse.